# Karl Gerstner
Pour les articles homonymes, voir Gerstner.
Karl Gerstner, né le 2 juillet 1930 à Bâle et mort le 1er janvier 2017 dans cette même ville, est un graphiste, artiste et théoricien suisse. 

## Biographie

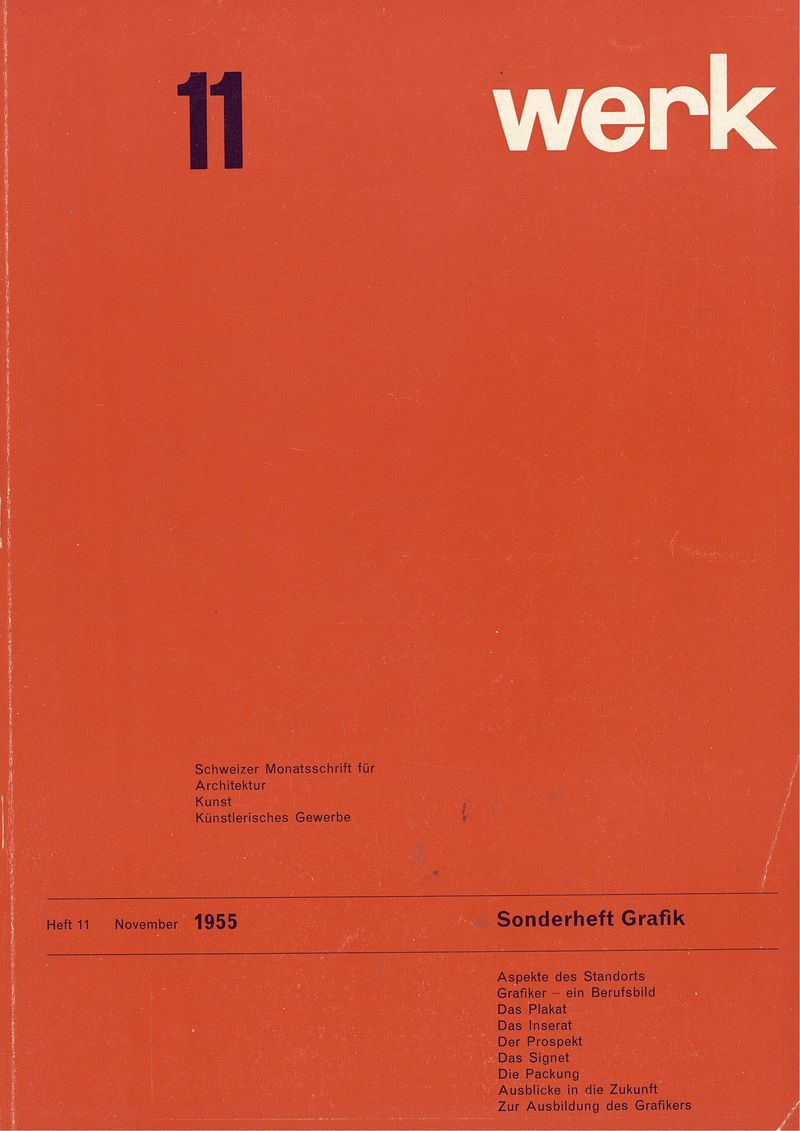
Couverture du numéro de la revue Werk, novembre 1955.

De 1945 à 1948, Karl Gerstner effectue un apprentissage dans le studio de Fritz Bühler à Bâle, tout en suivant des cours de graphisme à la Allgemeine Gewerbeschule, où Armin Hofmann et Emil Ruder figurent parmi ses enseignants,. En 1949, Gerstner établit son studio de création graphique. 

### Travaux pour l'entreprise Geigy
Dans les années suivantes, il réalise de nombreux travaux graphiques pour la société chimique Ciba-Geigy, qui emploie de nombreux élèves de l'école de Bâle. Il fait la connaissance de Markus Kutter, travaillant au sein du département de communication de Geigy, et qui deviendra son plus proche collaborateur. Il crée pour Geigy des brochures et annonces publicitaires au graphisme avant-gardiste.
Parmi les travaux réalisés pour Geigy figure un livre édité en 1958 pour le bicentenaire de l'entreprise, "Geigy 1758 bis 1939".
En 1955, devenu à l'âge de 25 ans le plus jeune membre de l'association Werkbund, il se voit confier la réalisation d'un numéro spécial de la revue Werk, consacré à l'art graphique. À cette occasion, il révise entièrement la maquette typographique du magazine. L'historien Richard Hollis considère qu'il s'agit d'un tournant : "Pour la première fois, le graphisme suisse est présenté dans le contexte du modernisme".
En 1957, des travaux de Gerstner figurent dans l'exposition itinérante Swiss Graphic Designers, qui est montrée dans plusieurs villes des États-Unis. À la suite de cette exposition, Gerstner voyage aux États-Unis en 1958 pour y donner une série de conférences, entre autres au MIT.

### 1959 – 1962: Gerstner+Kutter
En 1959, Gerstner est cofondateur avec Markus Kutter de l'agence Gerstner+Kutter, qui deviendra une influente agence de publicité et de communication. En tant que Gerstner+Kutter, ils conçoivent des identités graphiques pour des clients tels que le Bech Electronic Centre ou le constructeur de meubles Holzäpfel.

### 1962 – 1970: GGK
En 1962, Gerstner et Kutter sont rejoints par Paul Gredinger, et l'agence se nomme désormais GGK. Une filiale est ouverte à Düsseldorf en 1968, pour plus de proximité avec leurs clients allemands.

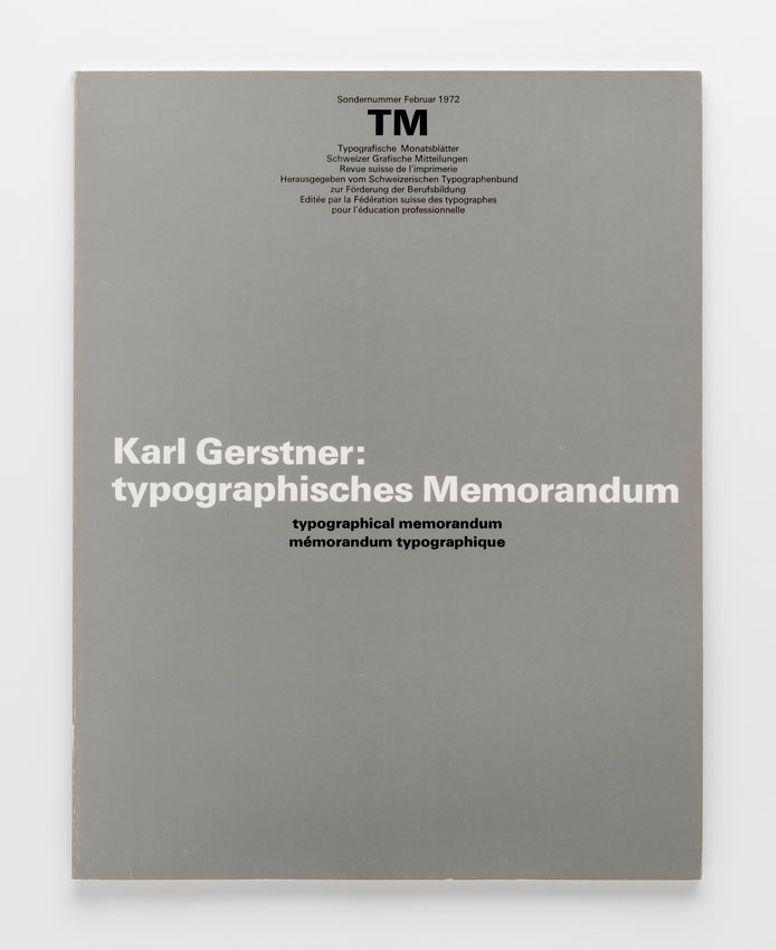
TM-RSI 2.1972.

En 1970, Gerstner se retire de la gestion de l'agence, tout en travaillant sur certains mandats comme consultant indépendant, comme l'identité graphique de la compagnie aérienne Swissair, qu'il rafraîchit en 1981. 

### Activité artistique
En parallèle, Gerstner se consacre à son activité artistique et continue de publier des livres. En 1972, un numéro spécial de la revue TM-RSI lui est consacré. 
Gerstner participe à plusieurs éditions de la Documenta, et montre ses travaux dans des expositions personnelles au MoMA de New York (1973), au Kunstmuseum Düsseldorf (1974), et au Musée d'art de Soleure (1978). 

### Consécration
En 2003, une rétrospective est montrée au Haus Konstruktiv de Zurich. En 2006, Gerstner lègue ses archives au Cabinet des estampes de la Bibliothèque nationale suisse. En 2012, il est lauréat du Grand Prix Design de l'Office Fédéral de la Culture. Karl Gerstner décède le 1er janvier 2017, âgé de 86 ans, à l'hôpital universitaire de Bâle.

## Réalisation marquantes

### Design
- Design du livre Schiff nach Europa, un roman de Markus Kutter publié en 1957[17]. Primé au concours « Les plus beaux livres suisses »[18].
- Design du magazine économique Capital, en 1962-63. Gerstner emploie une combinaison de cinq systèmes de grille, produisant un ensemble de 59 x 59 modules[19].
- Identité visuelle pour la compagnie aérienne Swissair, en 1978[20]. Cette identité sera utilisée jusqu'en 2002.

- Identité visuelle pour l'éditeur de dictionnaires Langenscheidt, en 1986[21].

Logo de la maison d'édition Niggli
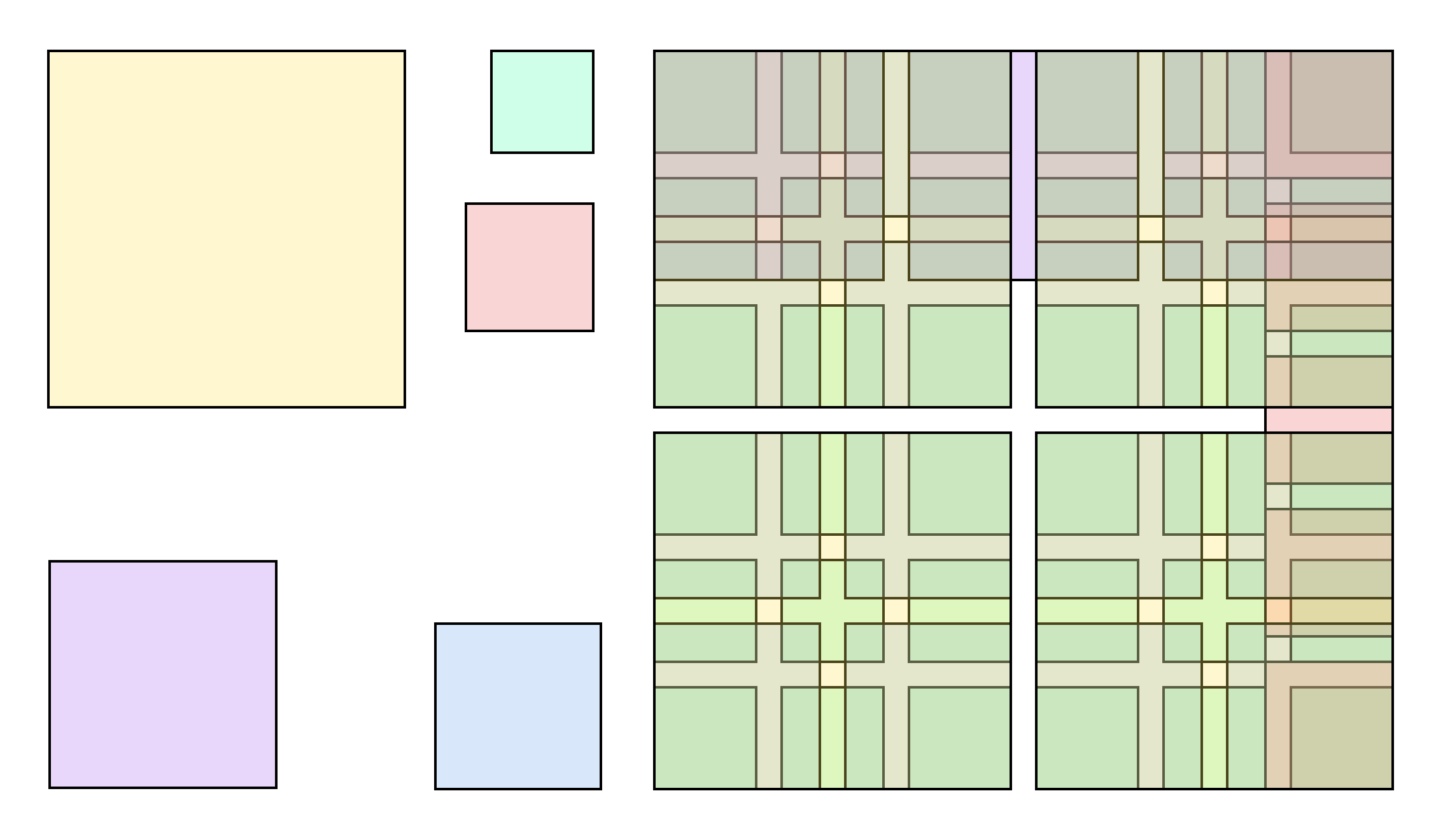
Grille de mise en page conçue pour le magazine “Capital”.
Logo de la compagnie aérienne Swissair
Logo des dictionnaires Langenscheidt

### Polices typographiques

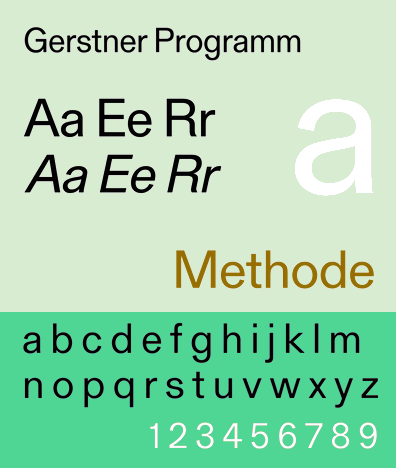
Gerstner Programm, dans sa recréation numérique par Stephan Müller pour Lineto.

Gerstner a créé deux fontes typographiques qui ont été diffusées par l'entreprise allemande Berthold.
- Gerstner Programm, une fonte basée sur l'Akzidenz-Grotesk de la fonderie Berthold (1898), développée entre 1964-67, pour le système de photocomposition Diatype[23]. La fonte fut dessinée par Christian Mengelt sous la supervision de Gerstner[24]. Une recréation numérique créée par Stephan Müller (de 2008 à 2011) est publiée en 2017 par Lineto[25].
- Gerstner Original. Initialement nommée IBM original, cette fonte est dessinée par Gerstner au début des années 1980, à la suite d'une commande de l'entreprise IBM. Elle n'est jamais mise en utilisation, la direction d'IBM ayant refusé le projet[22]. Dans l'édition de 2007 de son livre Programme entwerfen, Gerstner indique que la fonte a été commercialisée par Berthold jusqu'à sa mise en faillite en 1993 sous le nom Gerstner Original, puis par Babylon Schrift Kontor sous le nom kg original. Gerstner apporte par la suite des améliorations à cette fonte, qu'il rebaptise kg vera, puis kg privata. Elle est utilisée pour la mise en page de la réédition de 2007 de son livre Programme entwerfen, et fait l'objet d'un nouveau chapitre (Neubeginn: die IBM original).

### Livres
- (de) Karl Gerstner, Kalte Kunst? : zum Standort der heutigen Malerei, Teufen, Arthur Niggli GmbH, 1957
- (de + en + fr) Karl Gerstner et Markus Kutter, Die neue Graphik [The new graphic art. Le nouvel art graphique], Teufen, Arthur Niggli, 1959Édition trilingue
- Programme entwerfen [Designing Programmes], 1964, Teufen, Switzerland: Arthur Niggli.
- Kompendium für Alphabeten: Systematik der Schrift von Karl Gerstner [Compendium for Literates - A System of Writing by Karl Gerstner], 1972, Teufen, Switzerland: Arthur Niggli.
- Der Geist der Farbe: Karl Gerstner und seine Kunst [The Spirit of Colors: The Art of Karl Gerstner]. 1981. Stuttgart: Deutsche Verlags-Anstalt.  (ISBN 978-3421060631).
- Die Formen der Farben [The Forms of Color]. 1986. Frankfurt: Athenäum.  (ISBN 978-3761084175).
- Rückblick auf 5 x 10 Jahre Graphik Design etc., 2001, Hatje Cantz,  (ISBN 978-3-7757-9058-1).
- Rückblick auf sieben Kapitel konstruktive Bilder. Etc., 2003, Hatje Cantz,  (ISBN 978-3-7757-9150-2).
- (de) Marcel Duchamp : »Tu m’« : Rätsel über Rätsel, Hatje Cantz, 2003, 56 p. (ISBN 978-3-7757-9126-7)

Couvertures de livres
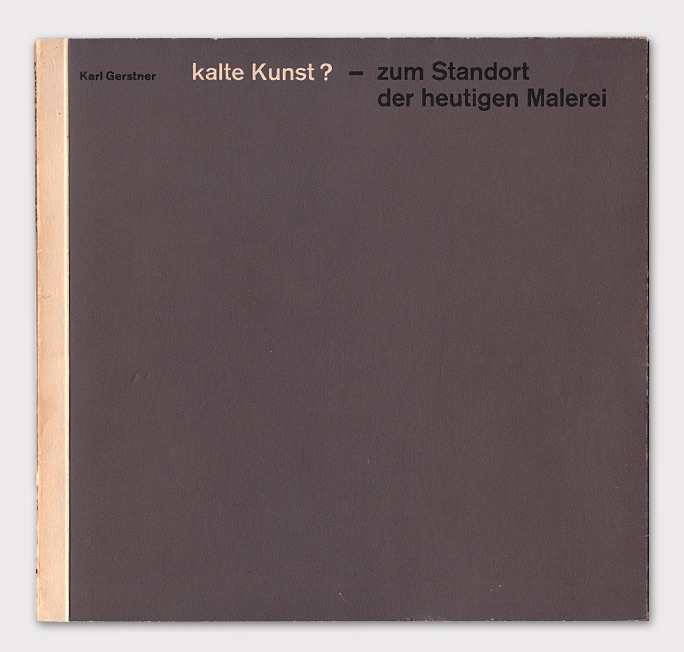
Kalte Kunst, 1957
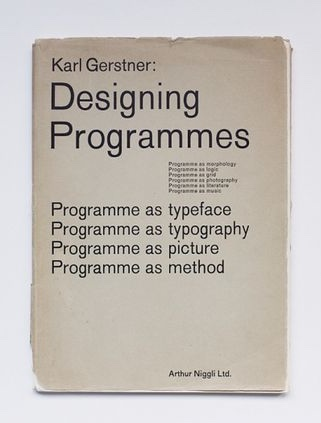
Designing Programmes, édition anglaise, 1964
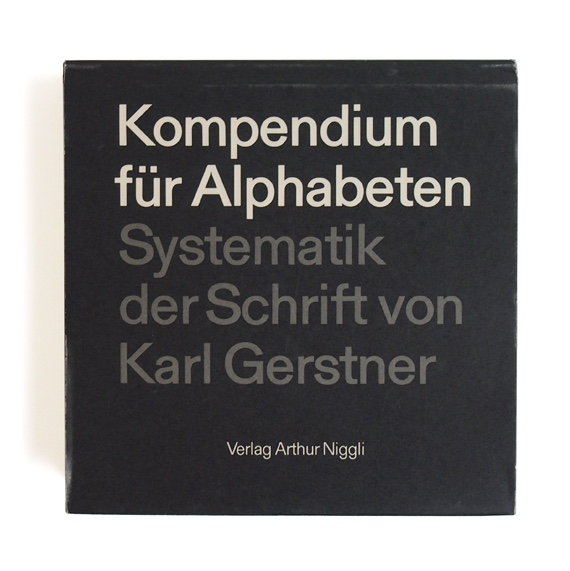
Kompendium für Alphabeten, 1972

### Expositions
- 1957 : Première exposition personnelle de travaux artistiques, Club Bel Etage, Zurich.
- Designing Programs/Programming Designs, exposition personnelle de Gerstner au Museum of Modern Art, New York. Du 5 février au 10 mars 1973[12].
- Prinzip Seriell, Kunstmuseum Düsseldorf, 29 mars - 26 mai 1974.
- En 1978, exposition au Musée d'art de Soleure. Un catalogue de 96 pages est édité à cette occasion[13].
- Color Forms, Galerie Denise Rene Hans Mayer, Düsseldorf, 10 décembre 1981 - 16 janvier 1982.
- Karl Gerstner – Künstler, Autor, Grafiker, rétrospective au Haus Konstruktiv, Zurich, 9 novembre 2003 - 22 février 2004[26].

## Distinctions
- 2006 – Membre d'honneur (Honorary Royal Designer for Industry) de la Royal Society of Arts[27],[28]
- 2012 – Grand Prix Design de l'Office Fédéral de la Culture[15]